# Công quốc Bourgogne
Công quốc Bourgogne (tiếng Latinh: Ducatus Burgundiae; tiếng Pháp: Duché de Bourgogne; tiếng Hà Lan: Hertogdom Bourgondië) là một công quốc nổi lên vào thế kỷ thứ 9 với tư cách là một trong những quốc gia kế tục của Vương quốc Burgundia cổ đại, sau cuộc chinh phạt năm 535 đã trở thành một lãnh thổ cấu thành của Đế chế Francia. Sau cuộc phân chia lãnh thổ vào thế kỷ thứ 9, phần lãnh thổ còn lại của Vương quốc Burgundia ở Pháp đã bị vua Robert II giáng cấp xuống thành công quốc vào năm 1004. Con trai và cũng là người thừa kế của Robert II, tức Vua Henry I của Pháp, đã thừa kế tước hiệu công tước nhưng sau thì nhượng lại cho em trai là Robert I vào năm 1032. Các phần đất còn lại được chuyển cho Vương quốc Arles và Bá quốc Bourgogne (Franche-Comté).
Đừng nên nhầm lẫn giữa Công quốc Bourgogne và Nhà nước Bourgogne được cai trị bởi Nhánh Valois-Bourgogne của Vương tộc Valois. Vì Nhà nước Bourgogne bao gồm cả các thái ấp của Vương quốc Pháp và Đế chế La Mã Thần thánh, trong đó bao gồm cả Công quốc Bourgogne, Bá quốc Bourgogne và Hà Lan Bourgogne.

## Danh sách các Công tước Bourgogne:
1. Richard II le Justicier (Richard II "người cảnh giác"): 880 - 921
2. Raoul I: 921 – 923
3. Hugues le Noir: 923 - 952
4. Hugues le Grand: 952
5. Liétaud và Gilbert de Chalon: 952 - 956
6. Otto: 956 - 965
7. Eudes-Henri: 965 - 1002
8. Otte-Guillaume: 1002 - 1004
9. Robert II the Pious: 1004 - 1016
10. Henri I: 1016 - 1031
11. Robert I: 1032 - 1076
12. Hugues I: 1076 - 1079
13. Eudes I: 1079 - 1103
14. Hugues II: 1103 - 1143
15. Eudes II: 1143 - 1162
16. Hugues III: 1162 - 1192
17. Eudes III: 1192 - 1218
18. Hugues IV: 1218 - 1272
19. Robert II: 1272 - 1306
20. Hugues V: 1306 - 1315
21. Eudes IV: 1315 - 1349
22. Philippe I: 1349 - 1361
23. Philippe II Táo Bạo: 1364 - 1404
24. Jean Dũng Cảm: 1404 - 1419
25. Philippe Tốt bụng: 1419 - 1467
26. Charles le Téméraire: 1467 - 1477
27. Marie Giàu Có: 1477 - 1482
28. Philipp Đẹp trai: 1482 - 1506
29. Charles Hoàng Đế: 1506 -1555
30. Philippe Khôn Ngoan: 1555 - 1598
31. Isabelle I và Albert I: 1528 - 1621
32. Philippe Vĩ Đại: 1621 - 1665
33. Charles Bị Bỏ Bùa Mê: 1665 - 1700
34. Louis của Pháp: 1682 - 1712
35. Louis của Pháp: 1751 - 1761